# 梅嶺北路
梅嶺北路是中華人民共和國上海市普陀區曹楊新村內一條東西-南北走向道路。道路西起丹巴路，南至蘭溪路。道路全长1215米，宽12米至19米。道路始建於1952年，當時路名為梅隴北路，路名來自於广东海丰县梅陇鎮。1985年更名為梅嶺北路，路名來自於江西梅岭。